# 원 와일드 모먼트
《원 와일드 모먼트》(프랑스어: Un moment d'égarement)는 2015년 공개된 프랑스의 코미디 드라마 영화이다. 1977년에 개봉한 클로드 베리 감독의 《Un moment d'égarement》의 개작이다.

## 출연

### 주연
- 뱅상 카셀
- 프랑수아 클뤼제

### 조연
- 롤라 르 랑
- 알리스 이사즈

## 기타
- 공동제작: 필리프 로지